# Enrico Kern
Enrico Kern (ur. 12 marca 1979 w Bad Schlema) – niemiecki piłkarz grający na pozycji napastnika.

## Kariera klubowa

### Początki kariery
Enrico Kern profesjonalną karierę piłkarską rozpoczął w Erzgebrige Aue. Wcześniej trenował już w Concordii Schneeberg, ale w wieku piętnastu lat przeniósł się do Aue i tam debiutował w dorosłej drużynie. W 1998 przeszedł za pół miliona euro do Tennis Borussii Berlin, jednak przez niespełna dwa sezony zagrał tylko w jedenastu meczach 2. Bundesligi. Podpisał następnie kontrakt z rezerwami Werderu Brema, gdzie grał przez półtora roku od stycznia 2001. Od lipca 2002 roku występował w Waldhof Mannheim. Na koniec rozgrywek 2. Bundesligi sezonu 2002/2003 zajął ze swoim klubem ostatnie miejsce. Został jednak zauważony przez działaczy różnych klubów, dzięki czemu podpisał kontrakt z austriackim LASK Linz.

### LASK Linz
W barwach LASK Linz Kern zadebiutował 2 sierpnia 2003 w wygranym 2-1 meczu przeciwko FC Lustenau 07. Enrico pojawił się na boisku w 73', przy stanie 1-1. W meczu ostatniej kolejki sezonu 2003/2004 Niemiec dał popis swoich umiejętności strzeleckich. LASK wygrał spotkanie z Wackerem Innsbruck 6-2, a aż 4 bramki dla drużyny z Linzu zdobył właśnie Kern, który zakończył sezon z dorobkiem dwudziestu czterech meczów i dziesięciu goli.
Do kolejnych rozgrywek przystąpił jeszcze jako piłkarz austriackiego klubu, jednak w trakcie przerwy zimowej powrócił do Niemiec i związał się kontraktem z Jahn Ratyzbona, kończąc pobyt w Linzu po osiemnastu miesiącach.

### Jahn Ratyzbona
W 2005 roku Kern był zawodnikiem Jahn Ratyzbona. W rundzie wiosennej sezonu 2004/2005 rozgrywek Regionalligi zaliczył czternaście meczów i pięć goli.
Kolejne pół roku było najobfitsze w bramki w karierze Enrico. W piętnastu spotkaniach aż czternastokrotnie trafił do siatki przeciwnika, dwukrotnie notując hat-tricka. Królowie strzelców rozgrywek (Maximilian Nicu i Christian Okpala) zgromadzili przez cały sezon jedynie o dwie bramki więcej niż Kern tylko w rundzie jesiennej. Po tak dobrej pierwszej połowie rozgrywek zwrócił na siebie uwagę lepszych klubów i za 130 tysięcy euro przeszedł do Hansy Rostock.
Do dziś jest w pierwszej piątce najskuteczniejszych strzelców w historii ratyzbońskiego klubu.

### Hansa Rostock
Debiut Kerna w barwach Hansy miał miejsce 22 stycznia 2006 roku w wygranym 3-1 spotkaniu przeciwko Kickers Offenbach. Już w 7' tego meczu zdobył swoją pierwszą bramkę. Później trafiał do siatki przeciwnika jeszcze siedmiokrotnie, a jego drużyna zajęła dziesiąte miejsce w tabeli.
W następnym sezonie Enrico rozegrał 33 spotkania, strzelił dwanaście bramek i zanotował cztery asysty, czym przyczynił się do zajęcia przez klub drugiej lokaty, co skutkowało awansem do 1. Bundesligi.
Sezon 2007/2008 nie był udany dla piłkarzy z nadmorskiej miejscowości, gdyż zajęli przedostatnie, siedemnaste, miejsce w tabeli i tym samym wrócili do 2. Bundesligi, zaś Kern w trzydziestu dwóch meczach zdobył siedem bramek, co uczyniło go najlepszym strzelcem drużyny. Jeszcze lepiej spisał się w Pucharze Niemiec, gdzie w trzech spotkaniach strzelił aż pięć bramek, a Hansa dotarła do 1/8 finału.
Rozgrywki 2. Bundesligi w sezonie 2008/2009 miały być dla piłkarzy Hansy szansą na powrót do wyższej ligi, której jednak nie wykorzystali zajmując dopiero 13. miejsce w tabeli. Enrico zanotował w tym sezonie dwie asysty i jedenaście goli, co spowodowało, że po raz trzeci z rzędu był najskuteczniejszym strzelcem drużyny. W krajowym Pucharze Kern zdobył dwa gole w wygranym 2-1 meczu drugiej rundy przeciwko Eintrachtowi Frankfurt. Przygoda pucharowa zawodników Hansy ponownie skończyła się na etapie 1/8 finału.
W sezonie 2009/2010 nie wiodło się tak klubowi, jak i Kernowi, który w dwudziestu dwóch meczach zaledwie raz skierował piłkę do siatki przeciwnika. Hansa zajęła szesnaste miejsce w tabeli i po przegranych (0-1 i 0-2) barażach z FC Ingolstadt 04 spadła do 3. Ligi. Enrico postanowił jednak powrócić do Erzgebirge Aue, które obrało kierunek przeciwny do Hansy Rostock i właśnie awansowało do 2. Bundesligi.

### Erzgebirge Aue
Ponowny debiut w pierwszej drużynie Erzgebirge Enrico zanotował 21 sierpnia 2010 roku w wygranym 1-0 wyjazdowym meczu pierwszej kolejki 2. Bundesligi przeciwko SC Paderborn. Kern wszedł z ławki w 74'. Z każdym kolejnym meczem grał coraz więcej, a od siódmej kolejki sezonu 2010/2011 we wszystkich spotkaniach, w których wystąpił, wybiegał w pierwszej jedensatce. Premierowego gola, po powrocie do Aue, strzelił 25 października 2010 ustalając wynik spotkania przeciwko Rot-Weiß Oberhausen na 2-0. Rozgrywki zakończył z siedmioma bramkami i dwoma asystami w dwudziestu ośmiu meczach, a jego drużyna zajęła piąte miejsce w tabeli.
Następny sezon rozpoczął jako podstawowy piłkarz swojej drużyny. W kwietniu 2012 podczas treningu doznał zerwania więzadła krzyżowego, które wyeliminować go miało z gry na wiele miesięcy. Okazało się jednak, że Kern stracił nie tylko końcówkę seoznu 2011/2012, ale także cały kolejny. 30 czerwca 2013 jego umowa z klubem wygasła, a napastnik postanowił zakończyć karierę. Jednocześnie pozostał w Aue, gdzie prowadził drużynę juniorów.

### Statystyki
| Sezon     | Klub                   | Kraj    | Rozgrywki     | Mecze | Bramki |
| --------- | ---------------------- | ------- | ------------- | ----- | ------ |
| 1998/1999 | Tennis Borussia Berlin | Niemcy  | 2. Bundesliga | 4     | 0      |
| 1999/2000 | Tennis Borussia Berlin | Niemcy  | 2. Bundesliga | 7     | 0      |
| 2001/2002 | Werder II Brema        | Niemcy  | Regionalliga  | 25    | 3      |
| 2002/2003 | Waldhof Mannheim       | Niemcy  | 2. Bundesliga | 28    | 6      |
| 2003/2004 | LASK Linz              | Austria | Erste Liga    | 24    | 10     |
| 2004/2005 | LASK Linz              | Austria | Erste Liga    | 13    | 5      |
| 2004/2005 | Jahn Ratyzbona         | Niemcy  | Regionalliga  | 14    | 5      |
| 2005/2006 | Jahn Ratyzbona         | Niemcy  | Regionalliga  | 15    | 14     |
| 2005/2006 | Hansa Rostock          | Niemcy  | 2. Bundesliga | 17    | 8      |
| 2006/2007 | Hansa Rostock          | Niemcy  | 2. Bundesliga | 33    | 12     |
| 2007/2008 | Hansa Rostock          | Niemcy  | Bundesliga    | 32    | 7      |
| 2008/2009 | Hansa Rostock          | Niemcy  | 2. Bundesliga | 28    | 11     |
| 2009/2010 | Hansa Rostock          | Niemcy  | 2. Bundesliga | 22    | 1      |
| 2010/2011 | Erzgebirge Aue         | Niemcy  | 2. Bundesliga | 28    | 7      |
| 2011/2012 | Erzgebirge Aue         | Niemcy  | 2. Bundesliga | 21    | 2      |
| 2012/2013 | Erzgebirge Aue         | Niemcy  | 2. Bundesliga | 0     | 0      |

## Kariera reprezentacyjna
W latach 1999–2000 Kern rozegrał 11 meczów w reprezentacji Niemiec U-21. W spotkaniach tych sześciokrotnie pokonywał bramkarzy rywali.
W 2002 roku został objęty programem Team 2006. Projekt ten miał za zadanie przygotować najzdolniejszych niemieckich piłkarzy młodego pokolenia do występu na Mistrzostwach Świata rozgrywanych przed własną publicznością. Drużyna funkcjonowała w latach 2002–2005 i rozegrała 10 meczów. Kern wystąpił w tylko w pierwszym z tych spotkań. Przeciwko reprezentacji Turcji B Enrico po przerwie zastąpił na placu gry Benjamina Lense. W Drużynie 2006 grał u boku takich piłkarzy jak: Timo Hildebrand, Arne Friedrich, Tim Borowski, Christoph Dabrowski czy Daniel Bierofka. Pomimo znalezienia się w tak doborowym towarzystwie Enrico nie otrzymał szansy występu w pierwszej reprezentacji.

### Statystyki
| lp. | Data                | Miejsce         | Reprezentacja | Przeciwnik     | Rezultat | Grał   | Uwagi     |
| --- | ------------------- | --------------- | ------------- | -------------- | -------- | ------ | --------- |
| 1.  | 21 września 1999    | Maskat          | Niemcy U-21   | Kuwejt U-21    | 3-1      | 90'    | Gol       |
| 2.  | 23 września 1999    | Maskat          | Niemcy U-21   | Katar U-21     | 4-0      | 90'    | Gol · Gol |
| 3.  | 25 września 1999    | Maskat          | Niemcy U-21   | Bahrajn U-21   | 5-0      | ??     |           |
| 4.  | 27 września 1999    | Maskat          | Niemcy U-21   | Oman U-21      | 0-1      | 90'    |           |
| 5.  | 29 września 1999    | Maskat          | Niemcy U-21   | Tajlandia U-21 | 4-1      | 90'    | Gol · Gol |
| 6.  | 8 października 1999 | Augsburg        | Niemcy U-21   | Turcja U-21    | 1-1      | 90'    |           |
| 7.  | 23 listopada 1999   | Burghausen      | Niemcy U-21   | Austria U-21   | 3-0      | do 59' | 26'       |
| 8.  | 12 stycznia 2000    | Tunis           | Niemcy U-21   | Tunezja U-21   | 1-2      | 90'    |           |
| 9.  | 15 stycznia 2000    | Bizerta         | Niemcy U-21   | Tunezja U-21   | 0-0      | 90'    |           |
| 10. | 22 lutego 2000      | Koblencja       | Niemcy U-21   | Rumunia U-21   | 1-1      | do 55' |           |
| 11. | 28 marca 2000       | Varaždin        | Niemcy U-21   | Chorwacja U-21 | 0-2      | do 46' |           |
|     |                     |                 |               |                |          |        |           |
| 1.  | 6 września 2002     | Mönchengladbach | Team 2006     | Turcja B       | 1-2      | od 46' |           |

## Życie prywatne
Prywatnie Enrico Kern jest żonaty i ma dwie córki.